# Omar Corbatta
Oreste Omar Corbatta Fernández (Daireaux, 11 marzo 1936 – Avellaneda, 6 dicembre 1991) è stato un calciatore argentino, di ruolo attaccante. Al tredicesimo posto della classifica dei migliori marcatori della Nazionale di calcio argentina con 18 gol in 43 presenze, è considerato uno dei migliori interpreti di sempre del ruolo di ala destra.

## Biografia
Nato vicino a La Plata, la sua famiglia era composta dai genitori e dagli otto figli: passò la sua infanzia in povertà, trascurando gli studi e pertanto rimanendo incapace sia di leggere che di scrivere per tutta la vita. Una volta affermatosi nel mondo calcistico, si sposò quattro volte e divenne alcolista, condizione che si aggravò una volta terminata la carriera agonistica; oramai preda della propria dipendenza, visse gli ultimi anni in una stanza nello stadio del Racing, il Juan Domingo Perón. Morì il 6 dicembre 1991 a causa di un tumore della laringe.

## Caratteristiche tecniche
Fin da giovanissimo praticò il gioco del calcio; tra le sue caratteristiche principali vi erano la rapidità, cui si sommava una buona visione di gioco, e l'imprevedibilità. Il tratto saliente del suo repertorio era però il dribbling: abile nel realizzare giocate complesse con naturalezza, aveva una forte propensione a scartare gli avversari, anche più volte, con giocate talvolta fini a se stesse. La sua passione per il dribbling è ben esemplificata dall'episodio che si verificò durante una partita con il Chacarita Juniors: preso il pallone, evitò scartandoli molti avversari, puntando verso l'area della sua squadra; una volta che l'ebbe raggiunta, girò su se stesso e dribblò nuovamente i giocatori della squadra rivale, puntando stavolta verso la porta del Chacarita. Aveva anche una particolare capacità di finalizzare i calci di rigore: in carriera ne realizzò infatti 39 su 45. Per la sua bravura fu soprannominato dueño de la raya (il padrone della linea laterale) e paragonato a Garrincha.

## Carriera

### Club
Cresciuto nel settore giovanile dell'Estudiantes, a cui era approdato a quattordici anni, fu costretto da una frattura alla caviglia a rimanere per un periodo lontano dai campi di gioco: la società decise di non mantenerlo nelle giovanili. Conseguentemente, al ritorno all'attività Corbatta dovette cercare una nuova squadra: la trovò nel Juverlandia di Chascomús, che disputava una competizione metropolitana della città di La Plata. Messosi in particolare rilievo con la piccola società, attirò le attenzioni del Racing di Avellaneda, che lo acquistò e gli fornì un alloggio: debuttò in prima squadra il 30 aprile 1955 contro il Gimnasia La Plata.

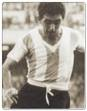
Corbatta con la maglia del Racing

Il suo periodo al Racing fu provvido di successi: il tecnico Juan Pizzuti lo affiancò a Humberto Maschio e Antonio Angelillo, e la squadra conquistò due campionati, nel 1958 e nel 1961, sostenuta anche dalle prestazioni di Corbatta, che guadagnò la convocazione in Nazionale nel 1956. Proprio nel biennio 1957-1958 visse la miglior fase della sua carriera, assestandosi a un alto livello di gioco, sia a livello internazionale che con il Racing: fu accostato all'ala brasiliana Garrincha e segnò un gol ricordato come il più bello della sua carriera (contro il Cile alla Bombonera). Nel 1963, esauritosi il ciclo di vittorie con il Racing, si trasferì al Boca Juniors; lì giocò per due stagioni, condizionate dalle sue intemperanze fuori dal campo (non erano rare le occasioni in cui si presentava alle partite in stato d'ebbrezza), che gli impedirono di ripetere ciò che già aveva fatto ad Avellaneda. Ormai nella fase calante della sua carriera — sebbene non avesse compiuto ancora trent'anni — si trasferì in Colombia, vincolandosi all'Independiente di Medellín. Con la compagine andina mostrò ancora sprazzi della sua abilità, seppur in maniera minore, e partecipò alla Copa Libertadores, affrontando la sua vecchia squadra, il Racing, nell'edizione del 1967. Tornato in Argentina, giocò in seconda divisione per il San Telmo, mettendo a segno dieci reti, ma ancora una volta il suo rendimento è fortemente condizionato dai problemi d'alcolismo. Passò dunque gli ultimi anni di carriera nei campionati provinciali, chiudendo definitivamente con il calcio giocato nel 1974.

### Nazionale

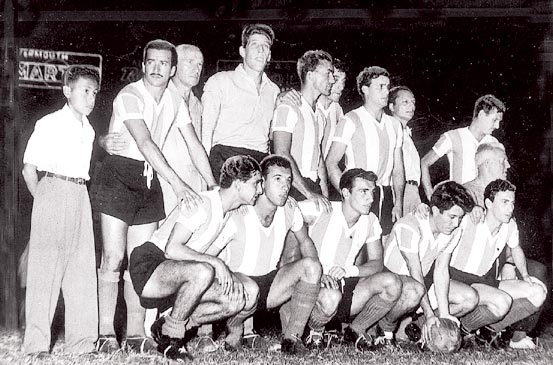
La squadra campione del Sudamerica nel 1957

I suoi sei anni in Nazionale furono principalmente caratterizzati dalla sua positiva partecipazione a due manifestazioni internazionali vinte dall'Argentina: Perù 1957 e Argentina 1959, entrambe edizioni del Campeonato Sudamericano de Football. Una volta debuttato con la maglia biancoazzurra nel 1956, fu incluso da Guillermo Stábile nell'elenco dei convocati per la prima competizione. Le cose iniziarono nel migliore dei modi, sia a livello di squadra che personale: nella goleada inflitta alla Colombia (8-2 a Lima) marcò un gol al cinquantanovesimo minuto; unica nota negativa, il rigore paratogli dall'estremo difensore andino Benítez al venticinquesimo. Le sue prestazioni nel prosieguo del torneo furono di importanza capitale per l'Argentina, che contava sull'attacco formato dalle cosiddette carasucias, le facce sporche: oltre a Corbatta, Angelillo, Maschio, Cruz e Sanfilippo. Marcò un altro gol contro la Nazionale cilena e la sua selezione terminò il girone con cinque vittorie e una sola sconfitta, aggiudicandosi il trofeo. Ottenuta la qualificazione al campionato del mondo 1958, fu uno dei pochi argentini a ben figurare nel corso della competizione, riuscendo a segnare anche tre gol. Nel 1959 partecipò al suo secondo Sudamericano, con una selezione che, in seguito al Mondiale, si era totalmente rinnovata; Corbatta era uno dei pochi di coloro che erano stati presenti in Perù due anni prima a essere rimasto. Ancora una volta, l'ala fu un elemento importante per la sua Nazionale, andando a segno per tre volte (contro Bolivia, Perù e Paraguay) e giocando sempre da titolare. Nel 1962 giocò per l'ultima volta con l'Argentina.

## Palmarès

### Club

#### Competizioni nazionali
- Campionato argentino: 2

Racing: 1958, 1961

### Nazionale
- Campeonato Sudamericano de Football: 2

Perù 1957, Argentina 1959